# Sport
Sport és un diari d'informació esportiva, de pagament i distribució matinal, editat a Barcelona. És editat per Ediciones Deportivas Catalanas, empresa que pertany a Ediciones Prensa Ibérica, igualment com el diari El Periódico de Catalunya i les revistes ja desaparegudes Tiempo o Interviú.
Segons les dades de l'estudi de l'oficina de justificació de la difusió (Oficina de Justificación de la Difusión) de desembre de 2005, tenia un tirada mitjana de 176.462 exemplars i una difusió mitjana de 114.682 exemplars diaris. Entre 2013 i 2018, va perdre el 41% de vendes fins als 34.261 exemplars. El director del diari és Joan Vehils.

## Història
Sport es funda el 3 de novembre de 1979, quan ja existien dos diaris esportius a Barcelona, Mundo Deportivo i dicen... El nom del diari té una doble lectura: "sport" significa "esport" en anglès, però es pronuncia "esport", que té el mateix significat en català.
Sport va ser iniciat per membres d'un grup de periodistes provinents de la secció esportiva del diari El Noticiero Universal, grup conegut com a Equipo 10, entre els quals hi havia Antoni Hernàez i Josep Maria Casanovas. Aquest nou diari ràpidament va aconseguir una àmplia quota de mercat, que va anar augmentant fins a situar-se líder, gràcies als seus tractaments gràfics novadors, basats en el color i les grans fotografies i al tractament que donà a l'actualitat del FC Barcelona, concedint-li una gran quantitat de pàgines sobre el club blaugrana, amb un llenguatge proper al sentiment dels aficionats de l'equip culer.
Tot i ser editat a Barcelona, el diari amb prou feines dedica informació a l'Espanyol de Barcelona, l'altre equip de la ciutat, que tan sols compta amb tres o quatre pàgines d'informació. El 70% dels seus continguts són dedicats a informacions futbolístiques.
Sempre s'ha considerat que el diari Sport ha tingut i té una gran influència en els esdeveniments propers al FC Barcelona. Tot i que és un diari independent del club, exerceix una gran influència sobre l'estat d'opinió dels afeccionats culers, fent que acabi influint en el club.
L'Sport té la seva redacció en un edifici de la Gran Via de l'Hospitalet, a L'Hospitalet de Llobregat, i té corresponsals propis a les principals ciutats espanyoles i en els països més importants del món futbolístic: Brasil, Argentina, Anglaterra, Itàlia, Alemanya i França.
En els últims anys, Sport ha iniciat una política d'expansió, amb la creació de diaris germans en diverses comunitats autònomes espanyoles, tot i que de nom diferent; per exemple, el diari Deporte a Galícia i és propietari del diari esportiu Equipo de l'Aragó.
El 2010 i 2011 el diari va obtenir el Premi Males Pràctiques de Comunicació no Sexista de l'Associació de Dones Periodistes de Catalunya, especialment per la seva secció Balón Rosa.

## Versió digital
Durant l'any 1997, l'empresa va decidir ampliar horitzons i aprofitar les noves tecnologies, primer de forma modesta i cada vegada amb més recursos, apostant per la versió digital del diari a internet (www.sport.es). Des de l'any 2000, la progressió de l'audiència que accedeix a la versió en línia de Sport ha crescut de manera exponencial, arribant als seus millors resultats el juliol de 2009, coincidint amb el fitxatge de Zlatan Ibrahimovic al FC Barcelona i de Cristiano Ronaldo al Reial Madrid. En un mes, i segons dades de l'OJD, la web va tenir més de 6 milions d'usuaris únics, concretament 6.295.243, que van sumar més de 34 milions de visites (34.125.201) i van ratllar els 130 milions de pàgines visitades (129.703.081).
Amb aquestes dades, Sport.es se situa com a líder de la premsa esportiva catalana, per davant de Mundo Deportivo, l'altre diari d'informació esportiva editat a Barcelona, i fins i tot de diaris generalistes com El Periódico i La Vanguardia.